# Index (Diskothek)

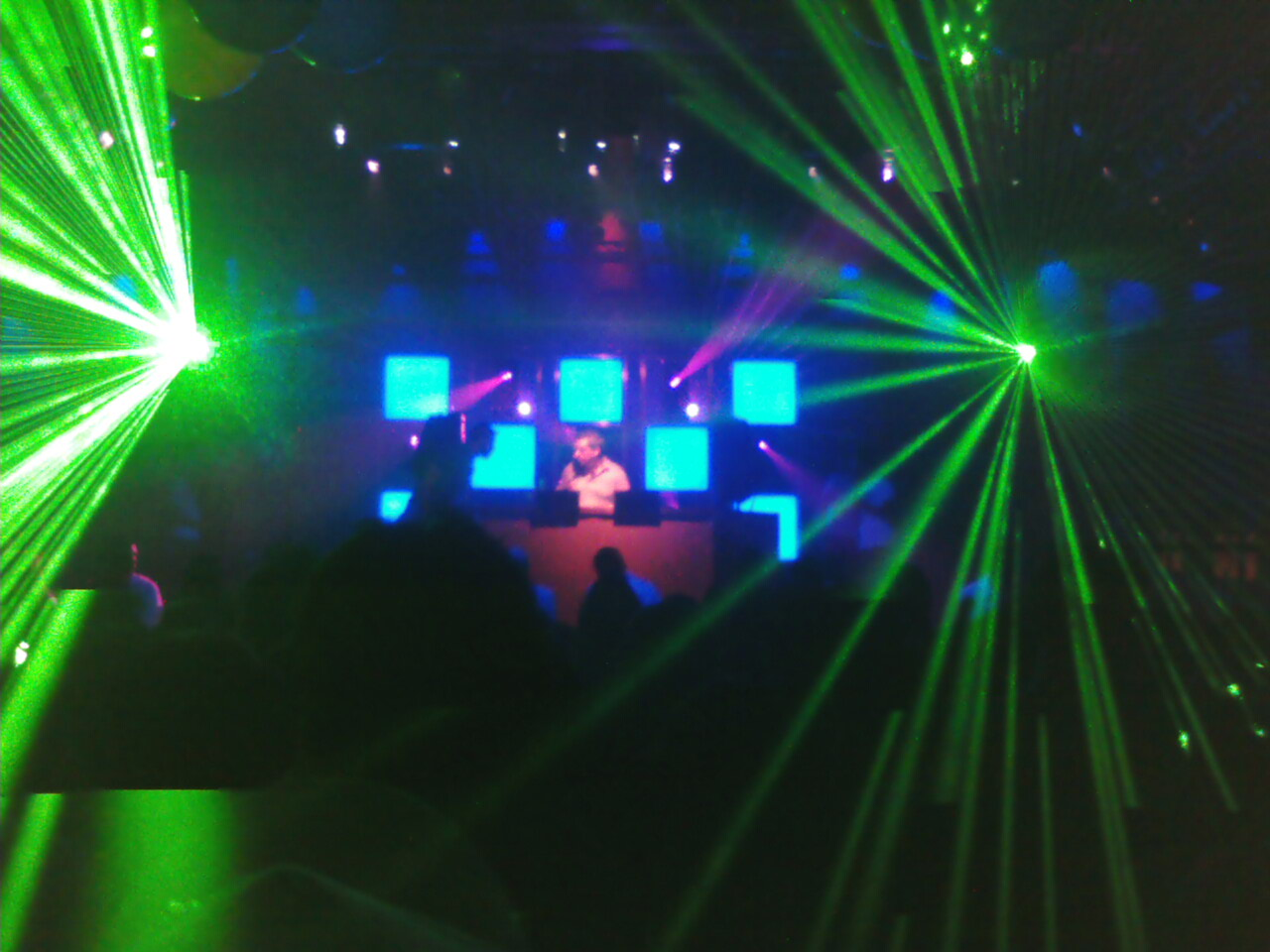
Lightshow im Index (2007)

Index ist eine Großraum-Diskothek in der niedersächsischen Kleinstadt Schüttorf bei Bad Bentheim nahe der niederländischen Grenze. Mit sechs Club-Bereichen, 27 Bars und einer Fläche von 5000 m² gehört sie zu den größten Diskotheken Deutschlands. Pro Öffnungstag werden etwa 4000 bis 5000 Gäste erwartet, meist junge Erwachsene. Sie liegt in einem Industriegebiet nahe dem Autobahnkreuz Schüttorf.

## Geschichte
Die Brüder Holger, Klaus und Wilfried Bösch waren bereits in jungen Jahren in der elterlichen Gaststätte Meyers in Rockstedt bei Zeven mit Diskothekenveranstaltungen in Berührung gekommen. Am 14. November 1988 eröffneten sie im Gewerbegebiet in Schüttorf das Index auf etwa 1.200 m². Das Areal wurde im Laufe der Jahre weiter ausgebaut. 2006 wurde auf 300 m² eine Eisbar mit einer konstanten Raumtemperatur von minus sieben Grad Celsius integriert. Sie gilt als größte permanente Eisbar der Welt. 2012 wurde sie um eine Bobbahn aus Eis erweitert. Aktuell ist der Bau einer Veranstaltungshalle mit einer Nutzfläche von knapp 2.000 m² auf dem Gelände geplant.
Eine Reihe weltbekannter Künstler traten im Index auf oder waren als DJ zu erleben, darunter Sean Paul, Lil Jon, Destiny’s Child, Snoop Dogg, Boney M., No Angels oder Chaka Khan.
Der Sänger Mickie Krause begann seine Karriere im Index. Im Jahr 2007 gewann Tujamo dort einen DJ-Wettbewerb und wurde dort für einige Jahre Resident-DJ. Der DJ Dario Rodriguez legte im Jahre 2019 im Goldfisch und der Mainhall auf.
Im März 2020 musste das Index aufgrund der COVID-19-Pandemie in Deutschland für unbestimmte Zeit schließen. Zu weltweiter medialer Berichterstattung führte eine daraufhin auf dem Parkplatz eingerichtete Auto-Disco. Am Sonnabend, den 5. Juni 2021 öffnete dann auch das Gebäude wieder für 1.200 Personen, die ebenso wie alle Mitarbeiter unabhängig von Impfung und Genesung zuvor mit Schnelltests getestet wurden. Außer beim Sitzen herrschte dennoch Maskenpflicht.
Auszeichnungen
Das Index erhielt den vom Deutschen Hotel- und Gaststättenverband (DEHOGA) ausgelobten Discothekenunternehmerpreis für das Jahr 2007.

## Areale
- Mainhall (Charts, Pop, Dance)
- Clubdisco (R&B, Hip-Hop)
- Orange (Dancehall, Reggaeton, Latin)
- Goldfisch (Karaoke)
- Panic Room (Hardstyle)
- Schlagerküche (Schlager, Partyhits)
- Icebar (Eisbar mit Bobbahn)
- Sommergarten (Außenbereich)
- Lounges & Bars

## Zwischenfälle
- Im September 2013 wurde ein 24-jähriger Mann, der vor dem Index an dem Shuttlebus der Diskothek wartete, von einem Pkw erfasst, überrollt und dabei lebensgefährlich verletzt.[15]
- Am 16. Januar 2016 verstarb im Index ein 22 Jahre alter Mann, der in dem Lokal seinen Geburtstag feierte, aus unbekannten Gründen.[16]
- Im April 2016 kam es zu einem bewaffneten Überfall auf das Index-Personal durch 10 bis 20 teilweise vermummte Personen.[17] Dabei wurden zwei Menschen durch eine Gaspistole schwer verletzt.[18]
- Im Juli 2017 geriet das Index in die überregionalen Schlagzeilen, nachdem ein Video sich viral verbreitete, das eine Schlägerei auf der Straße vor dem Eingang des Areales zeigt, an der auch einige Türsteher der Diskothek beteiligt waren.[19]